# Effie Gray
Euphemia "Effie" Chalmers Gray, vid makens adlande 1885 Lady Millais, född 7 maj 1828 i Perth i Skottland, död där 23 december 1897, var en skotsk målare och konstnärsmodell. Hon ingick i konstnärsgruppen prerafaeliterna. 
Hon var gift med kritikern John Ruskin 1848–1854 och med konstnären John Everett Millais från 1855 till hans död 1896. Äktenskapet med Ruskin annullerades innan det fullbordats och på grund av hennes kärlek till Millais. Detta berömda triangeldrama i det viktorianska England har dramatiserats ett stort antal gånger, bland annat i långfilmen Effie Gray (2014) med Dakota Fanning i titelrollen. 
Hon stod modell till ett flertal målningar av maken, bland annat The Order of Release (1853) och Peace Concluded (1856). Paret fick åtta barn, däribland natur- och djurmålaren John Guille Millais (1865–1931).